# Jamaicai csiröge
A jamaicai csiröge (Nesopsar nigerrimus) a madarak osztályának verébalakúak (Passeriformes) rendjébe, azon belül a csirögefélék (Icteridae) családjába tartozó Nesopsar nem egyetlen faja.

## Rendszerezése
A fajt William Osburn angol ornitológus írta le 1859-ben, az Icterus nembe Icterus nigerrimus néven.

## Előfordulása
A Nagy-Antillák szigetcsoporthoz tartozó, Jamaica területén honos. A természetes élőhelye szubtrópusi és trópusi hegyi esőerdők. Állandó, nem vonuló faj.

## Megjelenése
Testhossza 18 centiméter, testtömege 39 gramm.

## Életmódja
Gerinctelenekkel táplálkozik, főleg rovarokkal.